# برتقال يافا

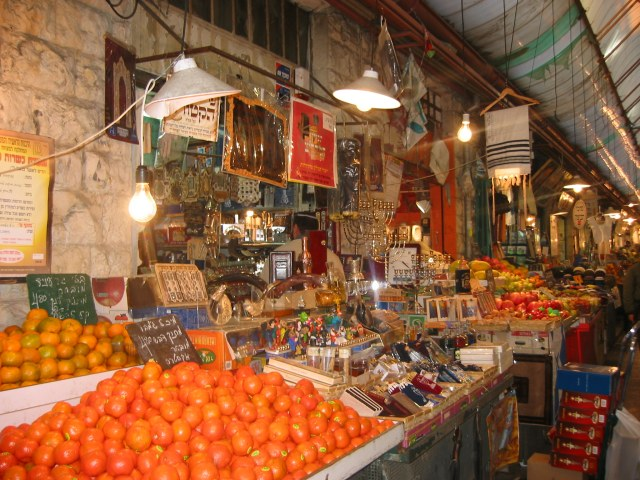
برتقال يافا في سوق محني يهودا بالقدس

برتقال يافا ؛ هو نوع من أنواع البرتقال، وهي أيضًا حلوى بدون بذور بقشور صلبة، مما يجعلها قابلة للحصاد. زرعها وطورها العرب في القرن التاسع عشر. اشتهر باسمه هذا منذ القِدم نسبة إلى مدينة يافا الفلسطينية، وتقع المدينة اليوم ضمن حدود إسرائيل. يزرع أيضًا في سوريا والعراق ولبنان والأردن وفلسطين وتركيا وقبرص. ويتميز برتقال يافا عن جميع أنواع البرتقال، فقشرته السميكة يمكن أن تحفظ الثمرة جيدًا مدة طويلة من الزمن. كما أنه كثير العصارة، وعصارته هذه زاهية بلونها البرتقالي المميز، وبطعمها الحلو السكري. كان البرتقال يشحن في صناديق خشبية وينقل بالسفن كتحية معطرة لذيذة من يافا لجميع أنحاء العالم. ومع مرور الوقت أصبح الاسم علامة تجارية، وبهذا الاسم تعرف العالم على هذا البرتقال، حتى استغلته إسرائيل لغرض الدعاية لها ووضعته على لوحات الدعاية السياحية لها.

## تسميم برتقال يافا
في عام 1978 تم تسميم برتقال يافا في هولندا وتم ذلك بوضع الزئبق في البرتقال مما أدى إلى نقل 4 أطفال إلى المستشفى بحالة التسمم الغذائي.[بحاجة لمصدر]